# Julien Hermans

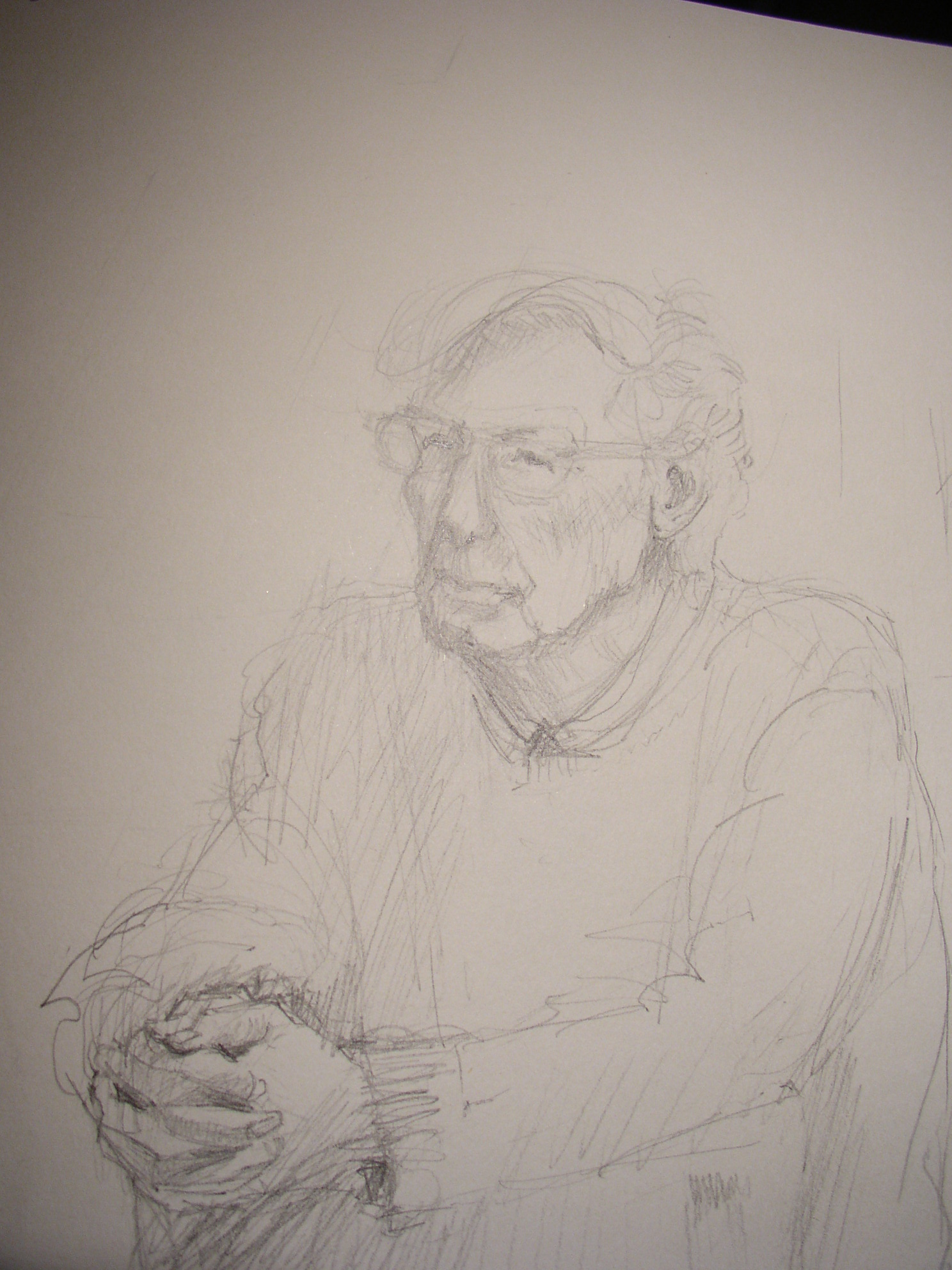
Julien Hermans, tekening van Leen Jacobs

Julien Hermans (Laakdal, Klein-Vorst, 27 oktober 1933 - 15 augustus 2020) was een Vlaamse kunstschilder, tekenaar en beeldhouwer.

## Levensloop
Julien volgde metaalbewerking in de vakschool van Tessenderlo van 1949-1951. Broeder Max, die daar toen les gaf, gaf hem zijn eerste tekenlessen. Op 17-jarige leeftijd ging hij bij het leger, als kandidaat werktuigkundige. Van 1963 tot 1964 volgde hij een opleiding in Huntsville, Alabama om de Hawkraket en radartoestellen te gaan leren. Terug van Amerika, schreef hij zich in bij de academie van Oostende, waar hij schilderkunst en beeldhouwkunst volgde. In 1968 vertrok hij met zijn gezin naar Marsberg vlak bij de Duitse NAVO basis te Essentho. Daar volgde hij aquarelschilderen aan de Volkshochschule Marsberg. In 1975 heeft hij overplaatsing naar België, Leopoldsburg gevraagd, waarvoor hij een opleiding optronica diende te volgden in Doornik (1975-1976). In Doornik schreef hij zich in bij de academie voor schone kunsten en volgde er beeldhouwen. Na het afronden van zijn opleiding in Doornik sloot hij zich aan bij de Looise kunstkring. Daar was hij meer dan 30 jaar bestuurslid en 18 jaar voorzitter.

## Artistieke vorming
| 1949-1951 | Individuele begeleiding door Broeder Max |
| 1951-1953 | schriftelijke ABC-tekencursus |
| 1964-1968 | Kunstacademie Oostende: directeur Gustaaf Sorel: tekenen, schilderen, bij René Vandenberghe, Raoul Servais, Etienne Elias (Michiels), beeldhouwen Willy Vanhuyse |
| 1969-1971 | Volkshochschule Marsberg: aquarel bij prof Kemmerling, Volkshochschule Marsberg                                                                                  |
| 1975-1976 | Academie voor Schone Kunsten Doornik: beeldhouwen bij Mme Laurent                                                                                                |
| 1988-1996 | Kunstacademie Heusden-Zolder: beeldhouwen bij Tino Vandebeek |
| 1996-2004 | Kunstacademie Heusden-Zolder: schilderen bij Herman Maes |
| 2004-2012 | Kunstacademie Heusden-Zolder: tekenen bij Martine Theys |
| 2012-2015 | Academie Heusden-Zolder: Vrije Grafiek bij Noël Vos en Katrien Matthijs                                                                                          |

## Verenigingsleven
| 1965-1968 | Kunstkring Westhoek Oostende                                                                    |
| 1968-1975 | Arbeitsgemeinschaft für Heimatgeschichte Marsberg                                               |
| 1977-2020 | Kunstkring Tessenderlo;33 jaar bestuurslid, waarvan 18 jaar voorzitter (1978-1982 en 1996-2010) |
| 1977-2020 | Geschied- en Heemkundige Kring Tessenderlo (GHKT), later overgegaan in LAD                      |
| 1985-2017 | Kunstkring Tessenderlo, leiding Cursus Figuurtekenen                                            |
| 2010-2020 | Kunstkring Tessenderlo-Erevoorzitter                                                            |
| 1990-2020 | Medeoprichter LAD (Loois Archief en Documentatiecentrum)                                        |
| 1986-2020 | Bestuurslid van de Laakdalse Werkgroep voor Geschiedenis en Heemkunde (LWGH)                    |

## Publicaties
- Herinneringen aan Broeder Max